# التحالف للتضامن في مالي
التحالف للتضامن في مالي - تقارب القوى الوطنية (بالفرنسية: Alliance pour la Solidarité au Mali–Convergence des forces patriotiques) هو حزب سياسي في مالي بقيادة سوميلو بوبي مايجا.

## التاريخ
تم تسجيل الحزب رسميًا في 10 يونيو 2013. في الانتخابات البرلمانية لعام 2013 فاز بثلاثة مقاعد في الجمعية الوطنية،  كان أكبر الأحزاب فوزا في جاو وبانكاس وماسنة.